# Presse écrite en Argentine
La presse en Argentine est représentée par une dizaine de grands quotidiens dont certains sont régionaux, avec des tirages compris entre 200 000 et 750 000 exemplaires. Ils couvrent les principales grandes tendances politiques, de gauche comme de droite (conservateurs).

## Liberté de la presse
La liberté de la presse est inscrite dans la Constitution depuis 1983.

## Liste de journaux

### Journaux papier
- Ámbito Financiero (Buenos Aires),
- Clarín  (Buenos Aires),
- Crónica (Buenos Aires,
- Diario Democracia (es) (Buenos Aires)
- Diario Hoy (Buenos Aires),
- Diario Río Negro (Río Negro Province et Neuquen) ,
- Diario Uno (Entre Ríos),
- El Cronista (Buenos Aires),
- El Diario (Paraná),
- El Diario del Fin del Mundo (Ushuaïa),
- El Liberal (Santiago del Estero) ,
- El Siglo (Tucumán) ,
- El Tribuno (Salta) ,
- InfoCañuelas (Cañuelas, Buenos Aires) ,
- La Capital (Rosario) ,
- La Gaceta (Tucumán) ,
- La Nación  (Buenos Aires),
- La Nueva Provincia (Bahía Blanca),
- Perfil (Buenos Aires)
- La Prensa (Buenos Aires)
- La Razón (Buenos Aires) ,
- La Voz del Interior (Córdoba) ,
- Página 12 (Buenos Aires),
- Uno (Entre Ríos),
- La Crítica (Tucumán) ,

### Presse alternative
- Argentina indymedia : argentina.indymedia.org
- Via alterna (Colombie) : viaalterna.com.co

### Sports
- Olé : ole.com.ar